# Rauville-la-Bigot
Rauville-la-Bigot är en kommun i departementet Manche i regionen Normandie i norra Frankrike. Kommunen ligger i kantonen Bricquebec som tillhör arrondissementet Cherbourg. År 2022 hade Rauville-la-Bigot 1 091 invånare.

## Befolkningsutveckling
Antalet invånare i kommunen Rauville-la-Bigot
| Referens: INSEE |